# Susann Biedefeld

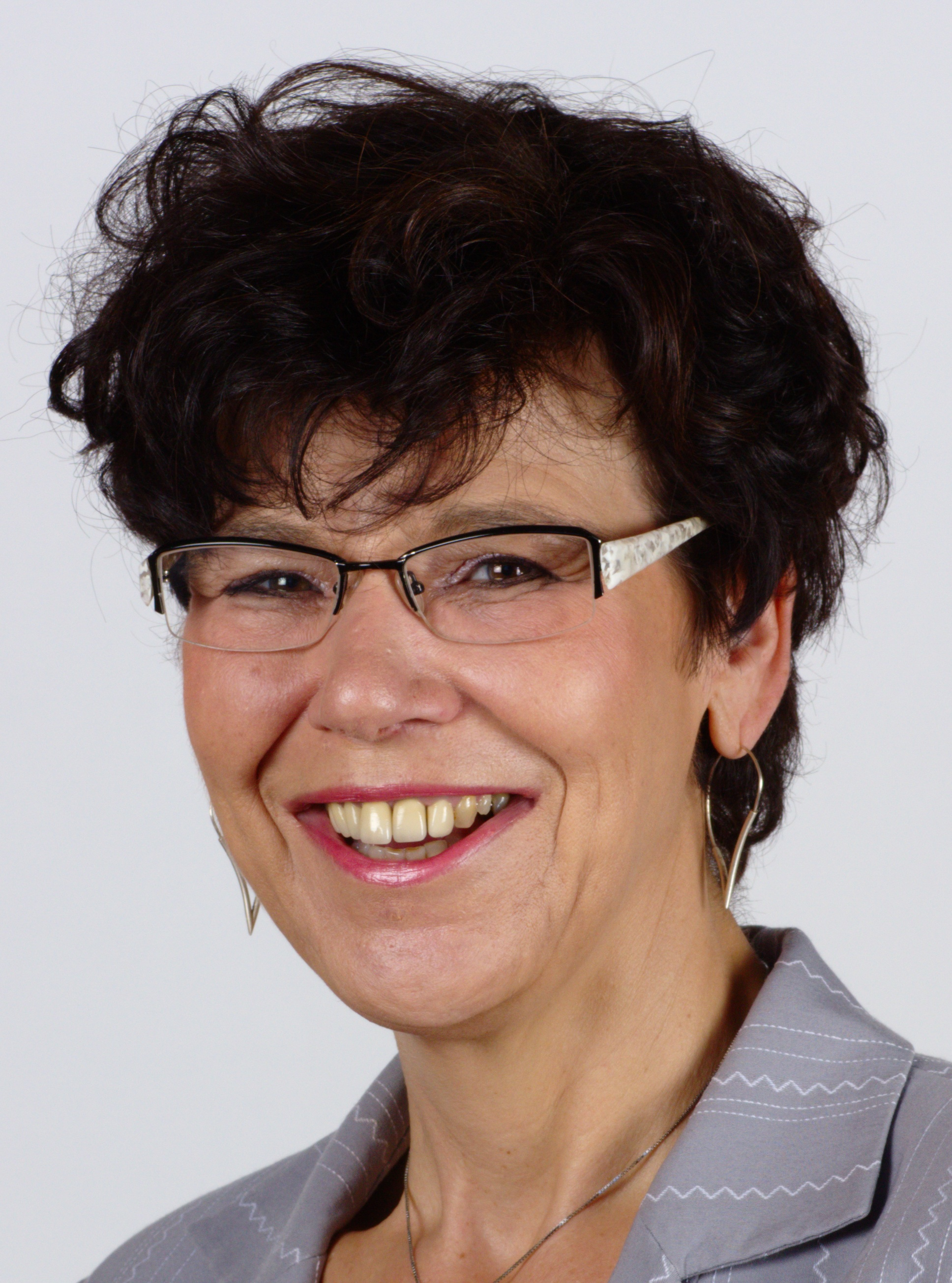
Susann Biedefeld (2012)

Susann Biedefeld (* 2. November 1964 in Kulmbach) ist eine deutsche Politikerin (SPD). Sie war von 1994 bis 2018 Abgeordnete im Bayerischen Landtag.

## Leben

### Jugend, Ausbildung und beruflicher Werdegang
Biedefeld besuchte ab 1970 die Volksschule Mainleus und anschließend ab 1977 bis 1981 die Realschule Kulmbach. Danach besuchte sie bis 1983 die Fachoberschule in Kulmbach, wo sie das Fachabitur machte. Anschließend arbeitete sie bis 1991 als freie Journalistin in Kulmbach und danach bis 1994 als Geschäftsführerin der SPD in Kulmbach.

### Politische Karriere
Biedefeld trat im Jahr 1980 der SPD bei und wurde bald darauf Kreisvorsitzende in Lichtenfels und Mitglied des Bezirksvorstands Oberfranken. Sie war Generalsekretärin der bayerischen SPD und ab 1996 Stadträtin der Stadt Weismain und Kreisrätin des Kreises Lichtenfels. Von 1996 bis 2002 war sie zudem dritte Bürgermeisterin der Stadt Weismain. Sie ist Mitglied bei ver.di, dem Bayerischen Roten Kreuz und der Arbeiterwohlfahrt sowie Vorsitzende der Frankenakademie Schloss Schney e. V.
Biedefeld war von 1994 bis 2018 Abgeordnete des Landtages in Bayern. Von 1994 bis 2003 vertrat sie den Stimmkreis Lichtenfels/Coburg-Süd, von 2003 bis 2018 den Stimmkreis Coburg, wobei sie jeweils über die Liste des Wahlkreises Oberfranken gewählt wurde. In der dreizehnten Legislaturperiode war sie ordentliches Mitglied im Ausschuss für Landesentwicklung und Umweltfragen und in der vierzehnten im Zwischenausschuss. Biedefeld war von 2000 bis 2008 stellvertretende SPD-Fraktionsvorsitzende im Bayerischen Landtag. Von 2013 bis 2016 war sie Mitglied im Ausschuss für Bundes- und Europaangelegenheiten. In den Jahren von 2008 bis 2013 und von 2016 bis 2018 war sie Mitglied des Ausschusses für Staatshaushalt und Finanzfragen. 2018 verzichtete sie auf eine erneute Kandidatur, ihr Nachfolger als SPD-Abgeordneter aus Coburg wurde Michael C. Busch.
Am 20. Juli 2011 wurde sie mit dem Bayerischen Verdienstorden ausgezeichnet.
Susann Biedefeld war bis zu seinem Tod im März 2025 verheiratet mit Otto Schuhmann, der von 1974 bis 1994 ebenfalls für die SPD im bayerischen Landtag saß.